# Schronisko Dolne w Żytniej Skale
Schronisko Dolne w Żytniej Skale – schronisko w Żytniej Skale we wsi Bębło w województwie małopolskim, w powiecie krakowskim, w gminie Wielka Wieś. Znajduje się na Wyżynie Olkuskiej w obrębie Wyżyny Krakowsko-Częstochowskiej.

## Opis schroniska
Schronisko znajduje się u południowo-zachodniej podstawy wzniesienia Żytniej Skały. Ma otwór o wysokości około 2 m, za którym ciągnie się skręcający w lewo korytarz podobnej wysokości, stopniowo zniżający się.
Powstało w wyniku zjawisk krasowych w wapieniach z okresu jury późnej. Ma gładkie ściany bez nacieków. Jest wilgotne, w głębi ciemne, a jego temperatura podlega mniejszym zmianom, niż na zewnątrz. Brak roślin, natomiast w końcowej części korytarza obserwowano muchówki i pająki z rodzaju Meta.

## Historia badań i eksploracji
Schronisko znane było od dawna. Po raz pierwszy jego krótki opis i plan podał Kazimierz Kowalski w 1951 roku. Wówczas schronisko miało wysokość około 2 m. Jak pisze K. Kowalski, jego namulisko zostało jednak wykopane i wywiezione przed otwór. Składało się z wapiennego gruzu i gliny i zawierało kości gryzoni. Niewielka jego część o grubości około 20 cm zachowała się tylko u wejścia do schroniska. Później schronisko zostało zawalone śmieciami, tak, że do wnętrza trzeba się było wczołgiwać. W 2019 roku zostało odkopane.
Wyżej, w odległości 10 m, u podstawy skałek znajduje się Schronisko nad Dolnym w Żytniej Skale.

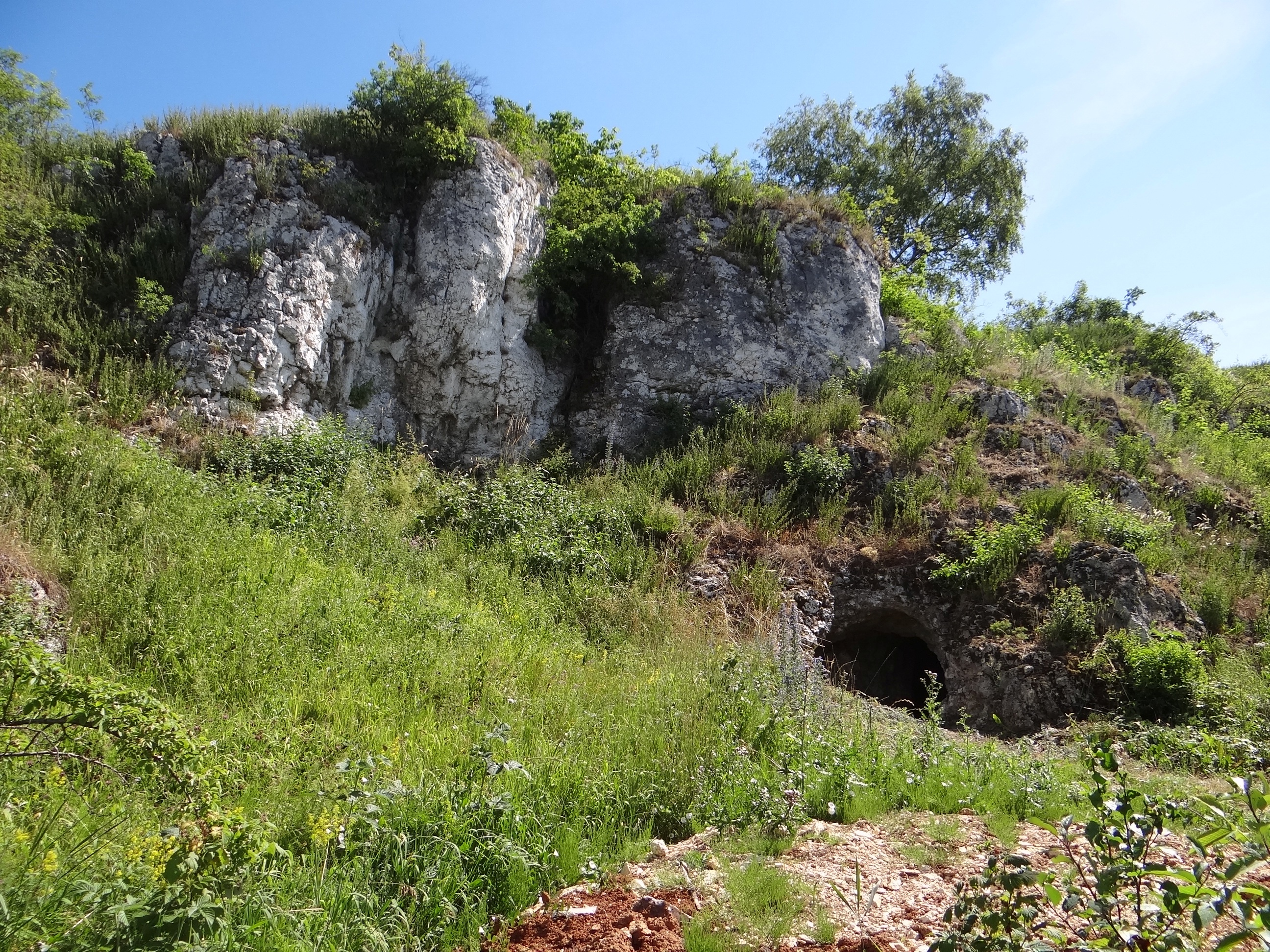
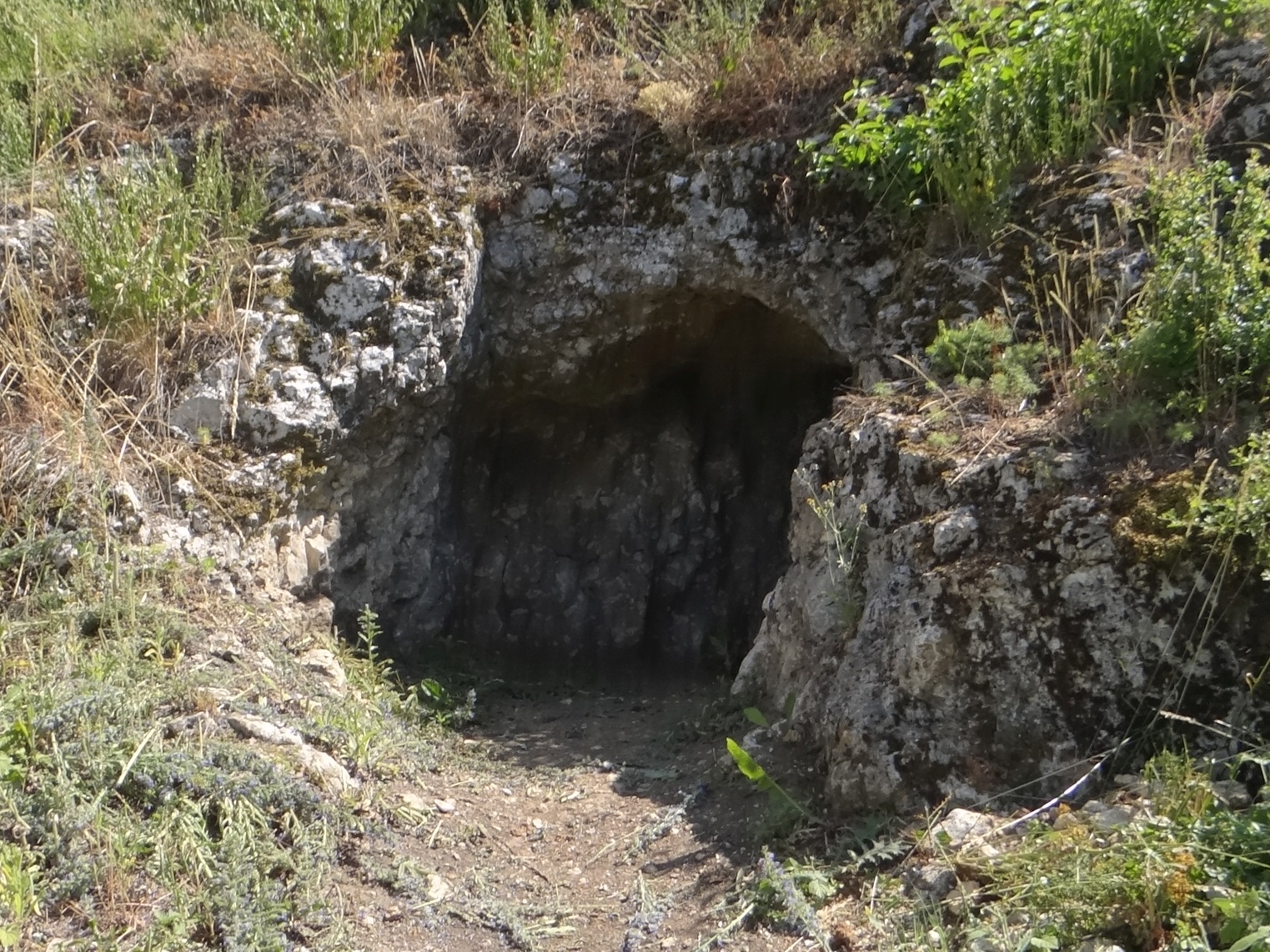
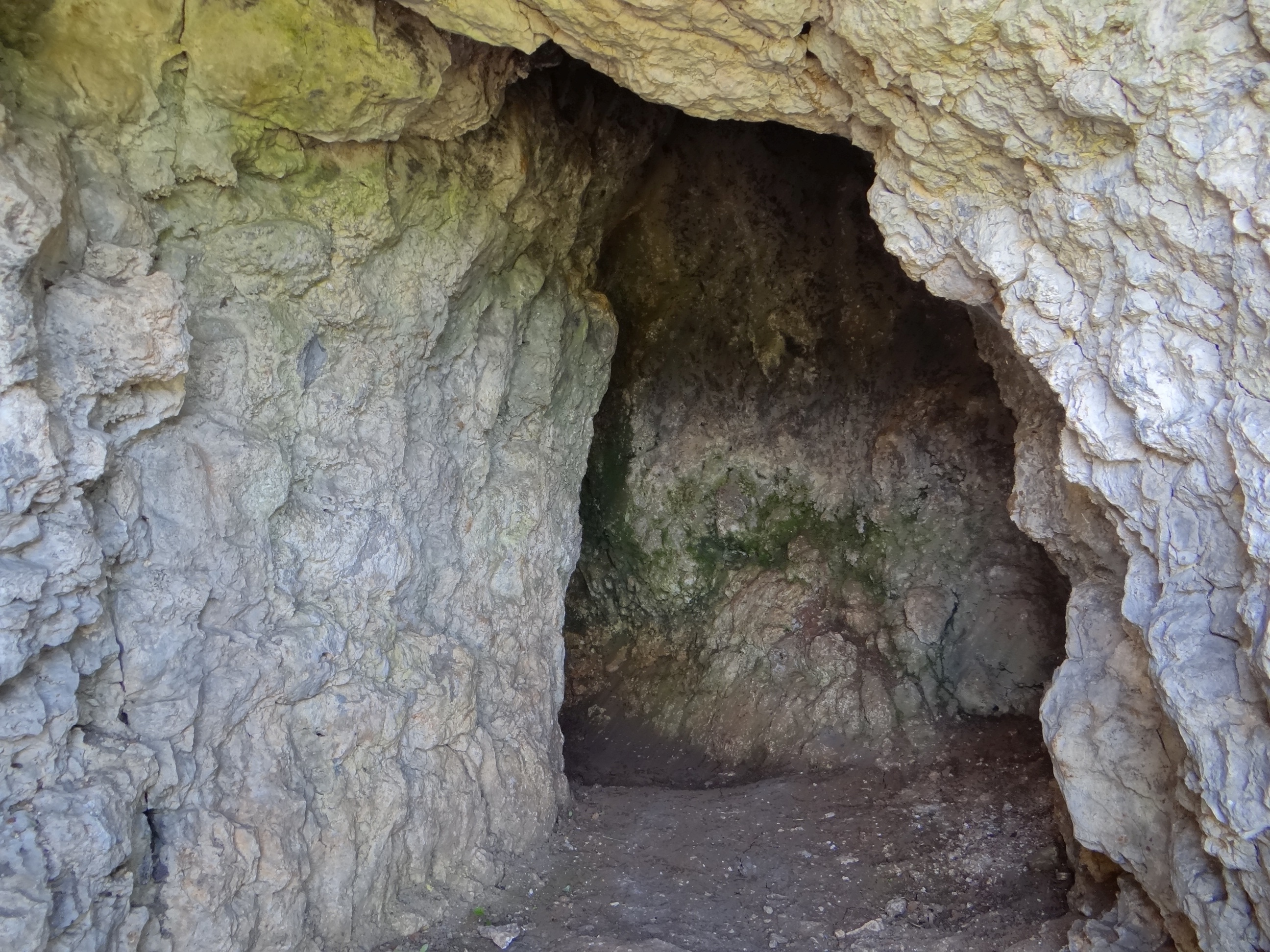
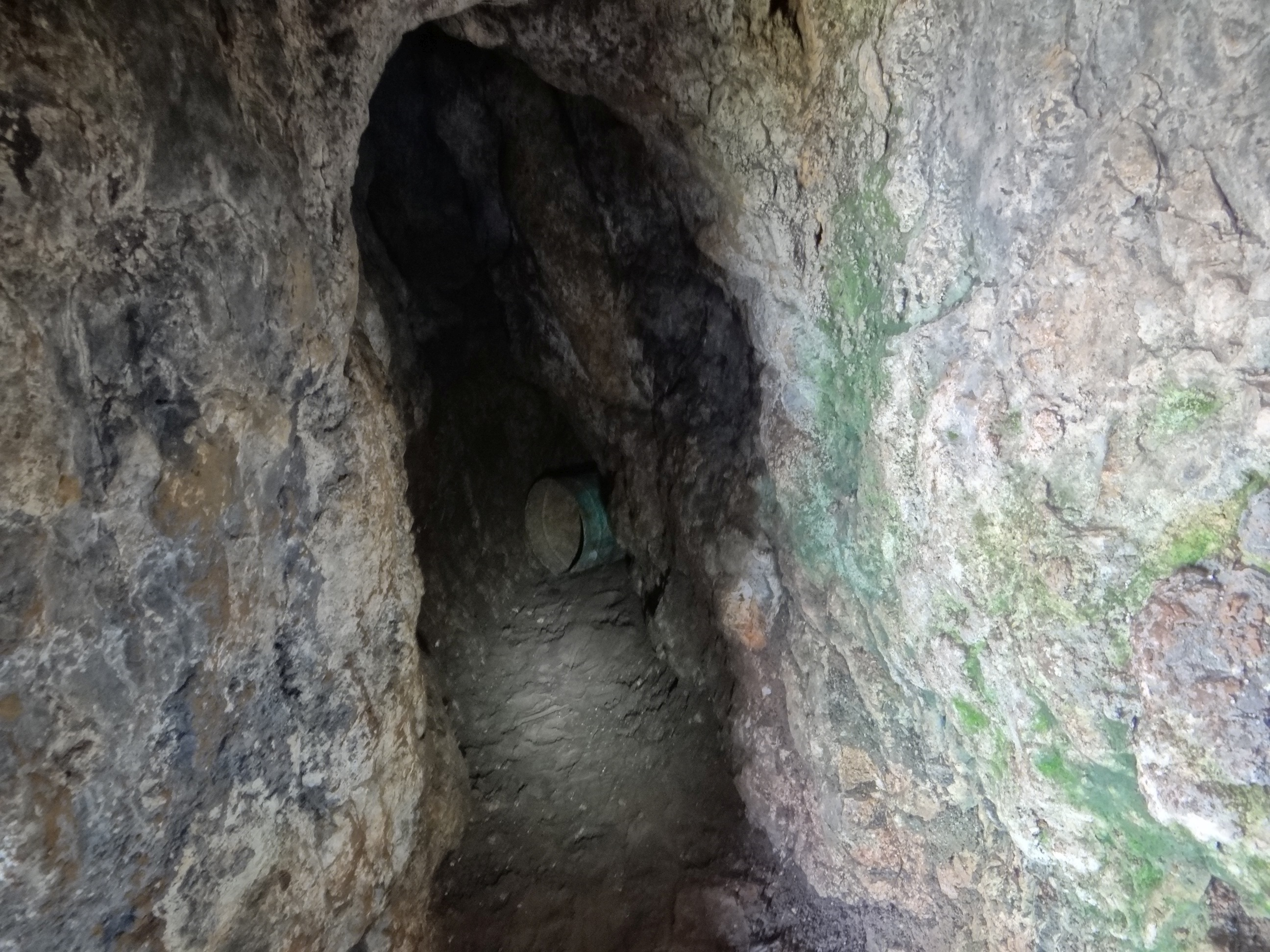

## Jaskinie i schroniska Skały Żytniej
W Skale Żytniej znajduje się blisko siebie 6 schronisk i dwie jaskinie:
- Jaskinia pod Agrestem,
- Jaskinia w Żytniej Skale Górna (długość 13 m),
- Schronisko Dolne w Żytniej Skale (u południowo-zachodniego podnóża),
- Schronisko Małe w Żytniej Skale (Jaskinia Mała) – z ósemkowatym otworem,
- Schronisko nad Dolnym w Żytniej Skale (długość 4,7 m),
- Schronisko Przechodnie w Żytniej Skale (Jaskinia Przechodnia). Ma długość kilkunastu metrów, wysokość pozwalającą na swobodne przejście i dwa otwory; jeden główny i drugi, boczny i mniejszy. Otwory te połączone są z sobą niskim tunelem,
- Schronisko Wysokie w Żytniej Skale (Jaskinia Wysoka), z dużą komorą o wysokim sklepieniu i wielkim głazem w otworze wejściowym,
- Schronisko za Stodołą w Żytniej Skale (długość 6,50 m)[4].